# Astacilla carlosteroi
Astacilla carlosteroi is een pissebed uit de familie Arcturidae. De wetenschappelijke naam van de soort is voor het eerst geldig gepubliceerd in 1994 door Reboreda, Wägele & Garmendia.